# Rex Harrison

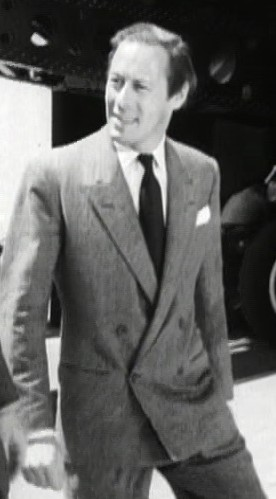
Rex Harrison
(1908-1990)

Sir Rex Harrison (născut Reginald Carey Harrison; n. 5 martie 1908, Huyton⁠(d), Anglia, Regatul Unit al Marii Britanii și Irlandei – d. 2 iunie 1990, New York City, New York, SUA) a fost un foarte apreciat actor englez de cinema.

## Filmografie

### Film
| An   | Titlu                                                | Rol                                            | Note |
| ---- | ---------------------------------------------------- | ---------------------------------------------- | --- |
| 1930 | The Great Game                                       | George                                         | |
| 1930 | The School for Scandal                               | Bit Part                                       | nemenționat |
| 1934 | Get Your Man                                         | Tom Jakes                                      | |
| 1934 | Leave It to Blanche                                  | Ronnie                                         | |
| 1935 | All at Sea                                           | Aubrey Bellingham                              | |
| 1936 | Men Are Not Gods                                     | Tommy Stapleton                                | |
| 1937 | Storm in a Teacup                                    | Frank Burdon                                   | |
| 1937 | School for Husbands                                  | Leonard Drummond                               | |
| 1938 | Sidewalks of London, also known as St. Martin's Lane | Harley Prentiss                                | |
| 1938 | The Citadel                                          | Dr. Frederick Lawford                          | |
| 1939 | Over the Moon                                        | Dr. Freddie Jarvis                             | |
| 1939 | The Silent Battle                                    | Jacques Sauvin                                 | |
| 1940 | Ten Days in Paris                                    | Bob Stevens                                    | |
| 1940 | Night Train to Munich                                | Gus Bennett / "Dickie Randall"                 | |
| 1941 | Major Barbara                                        | Adolphus Cusins                                | |
| 1945 | Blithe Spirit                                        | Charles Condomine                              | |
| 1945 | I Live in Grosvenor Square                           | Major David Bruce                              | |
| 1945 | Journey Together                                     | Guest                                          | nemenționat |
| 1945 | The Rake's Progress                                  | Vivian Kenway                                  | |
| 1946 | Anna and the King of Siam                            | King Mongkut                                   | Nominalizare—New York Film Critics Circle Award for Best Actor |
| 1947 | The Ghost and Mrs. Muir                              | Captain Daniel Gregg                           | |
| 1947 | The Foxes of Harrow                                  | Stephen Fox                                    | |
| 1948 | Escape                                               | Matt Denant                                    | |
| 1948 | Unfaithfully Yours                                   | Sir Alfred De Carter                           | |
| 1951 | The Long Dark Hall                                   | Arthur Groome                                  | |
| 1952 | The Four Poster                                      | John Edwards                                   | |
| 1953 | Main Street to Broadway                              | Rolul său                                      | |
| 1954 | King Richard and the Crusaders                       | Emir Hderim Sultan Saladin                     | |
| 1955 | The Constant Husband                                 | William Egerton                                | |
| 1958 | The Reluctant Debutante                              | Jimmy Broadbent                                | |
| 1960 | Midnight Lace                                        | Anthony "Tony" Preston                         | |
| 1961 | The Happy Thieves                                    | Jimmy Bourne                                   | |
| 1963 | Cleopatra                                            | Julius Caesar                                  | National Board of Review Award for Best Actor Nominalizare—Academy Award for Best Actor Nominalizare—Golden Globe Award for Best Actor – Motion Picture Drama Nominalizare—Laurel Award for Top Male Dramatic Performance                                                                                   |
| 1964 | My Fair Lady                                         | Profesor Henry Higgins                         | Academy Award for Best Actor David di Donatello Award for Best Foreign Actor Golden Globe Award for Best Actor – Motion Picture Musical or Comedy Laurel Award for Top Male Musical Performance New York Film Critics Circle Award for Best Actor Nominalizare—BAFTA Award for Best Actor in a Leading Role |
| 1964 | The Yellow Rolls-Royce                               | Lord Charles Frinton – The Marquess of Frinton | |
| 1965 | Agonie și extaz (The Agony and the Ecstasy)          | Papa Iulius al II-lea                          | Nominalizare—Premiul Globul de Aur pentru cel mai bun actor (dramă) Nominalizare—Laurel Award for Top Male Dramatic Performance |
| 1967 | The Honey Pot                                        | Cecil Sheridan Fox                             | |
| 1967 | Doctor Dolittle                                      | Dr. John Dolittle                              | Nominalizare—Golden Globe Award for Best Actor – Motion Picture Musical or Comedy |
| 1968 | A Flea in Her Ear                                    | Victor Chandebisse / Poche                     | |
| 1969 | Staircase                                            | Charles Dyer                                   | |
| 1977 | Crossed Swords                                       | The Duke of Norfolk                            | |
| 1978 | Shalimar                                             | Sir John Locksley                              | |
| 1979 | Ashanti                                              | Brian Walker                                   | |
| 1979 | The Fifth Musketeer                                  | Colbert                                        | |
| 1982 | A Time to Die                                        | Van Osten                                      | |

## Legături externe
- Rex Harrison la Internet Movie Database